# Тимофеевка (Тамбовская область)
Тимофеевка — село в Ржаксинском районе Тамбовской области России. Входит в Чакинский сельсовет.

## География
Расположено на реке Савала, в 2 км к югу от центра сельсовета, посёлка Чакино, в 7 км к северо-западу от райцентра, пгт Ржакса, и в 70 км к юго-востоку от Тамбова. На севере село примыкает к посёлку 1-е Чакино.

## Население
| 2002 | 2010 |
| ---- | ---- |
| 324  | ↘226 |

Согласно результатам переписи 2002 года, в национальной структуре населения русские составляли 100 % от жителей.